# Poetry International
Poetry International Festival is een jaarlijks internationaal poëzie-evenement in Rotterdam in de maand juni, georganiseerd door Stichting Poetry International. Zo'n vijfendertig binnen- en buitenlandse dichters, zeer bekende en minder bekende, worden uitgenodigd in de Rotterdamse Schouwburg en het Ro Theater.

## Overzicht
Het festivalprogramma concentreert zich op literaire kwaliteit, variatie, vernieuwing en reflectie. Er worden voordrachten gehouden en er zijn discussies, lezingen, interviews en interdisciplinaire projecten. Men zoekt dan naar inzicht in nieuwe ontwikkelingen en interessante aspecten van de moderne internationale poëzie.
Tijdens het festival is er gelegenheid voor literaire ontmoetingen en uitwisseling van ideeën. Ieder jaar wordt ook tijdens Poetry International de C. Buddingh'-prijs voor het beste Nederlandstalige poëziedebuut uitgereikt.  Ook worden er twee jongerenprijzen toegekend; de Poëzie Community en namens scholieren uit Nederland en Vlaanderen.

## Geschiedenis

### Eerste jaren onder de Rotterdamse Kunststichting
In 1969 reisden Adriaan van der Staay, toenmalig directeur van de Rotterdamse Kunststichting, en Martin Mooij, hoofd van de afdeling letteren bij de Kunststichting, naar Engeland om daar het Londense Poetry International Festival bij te wonen. Tijdens hun bezoek deden Van der Staay en Mooij de inspiratie en de nodige contacten op om het jaar daarop een soortgelijk evenement in Rotterdam te organiseren.
De eerste Poetry International Rotterdam in 1970 vond plaats als een manifestatie in het kader van het Holland Festival dat jaar. Drieëntwintig dichters, onder wie de Pool Zbigniew Herbert, de Fransman Eugène Guillevic en de Oostenrijker Ernst Jandl waren te gast om gedichten voor te dragen in de kleine zaal van concertgebouw De Doelen. Ook Simon Vinkenoog las voor uit eigen werk.

### Beelden uit de begintijd

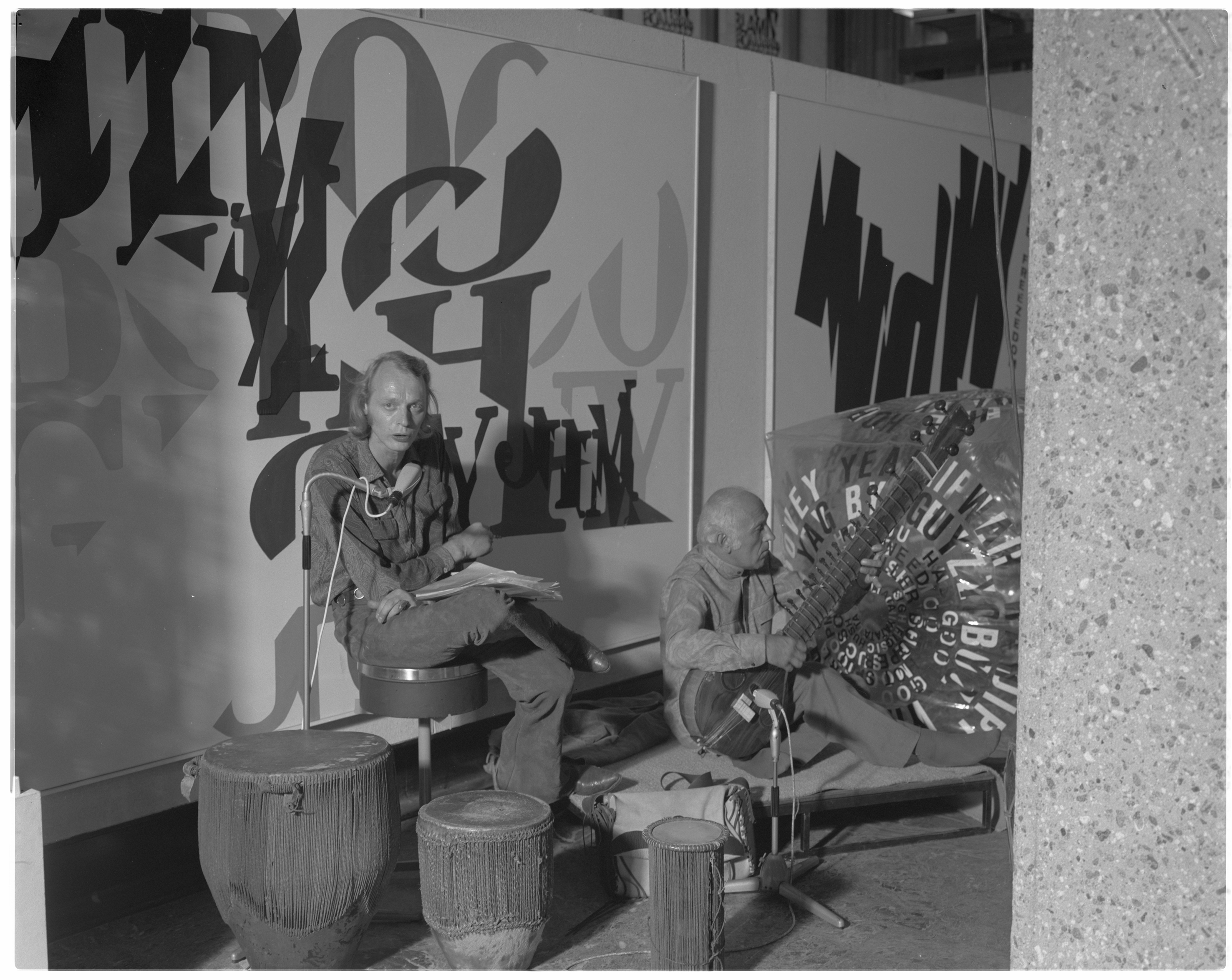
Simon Vinkenoog las gedichten voor tijdens Poetry International, 1970
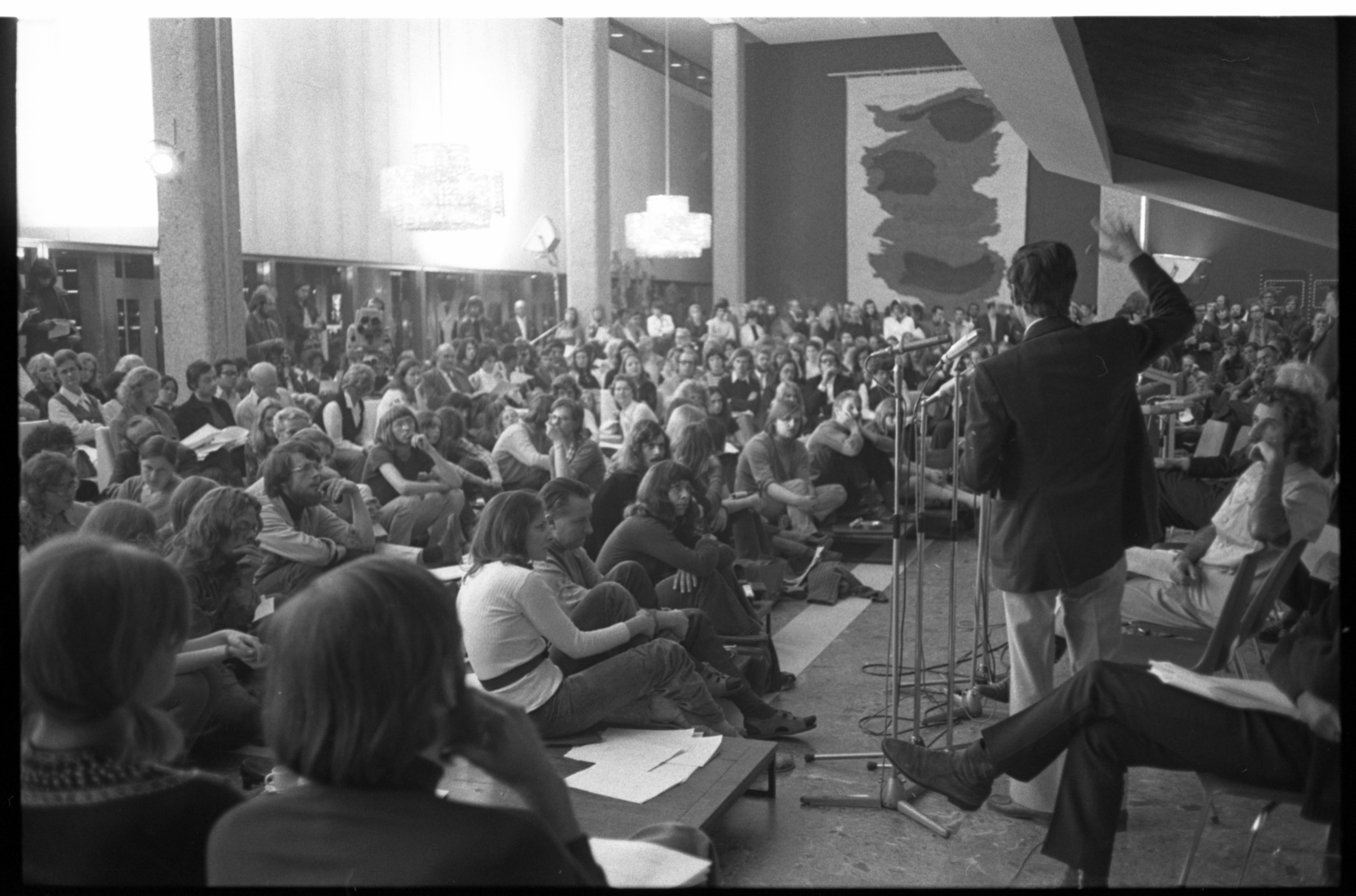
Dichtmanifestatie Poetry International in De Doelen, 1972
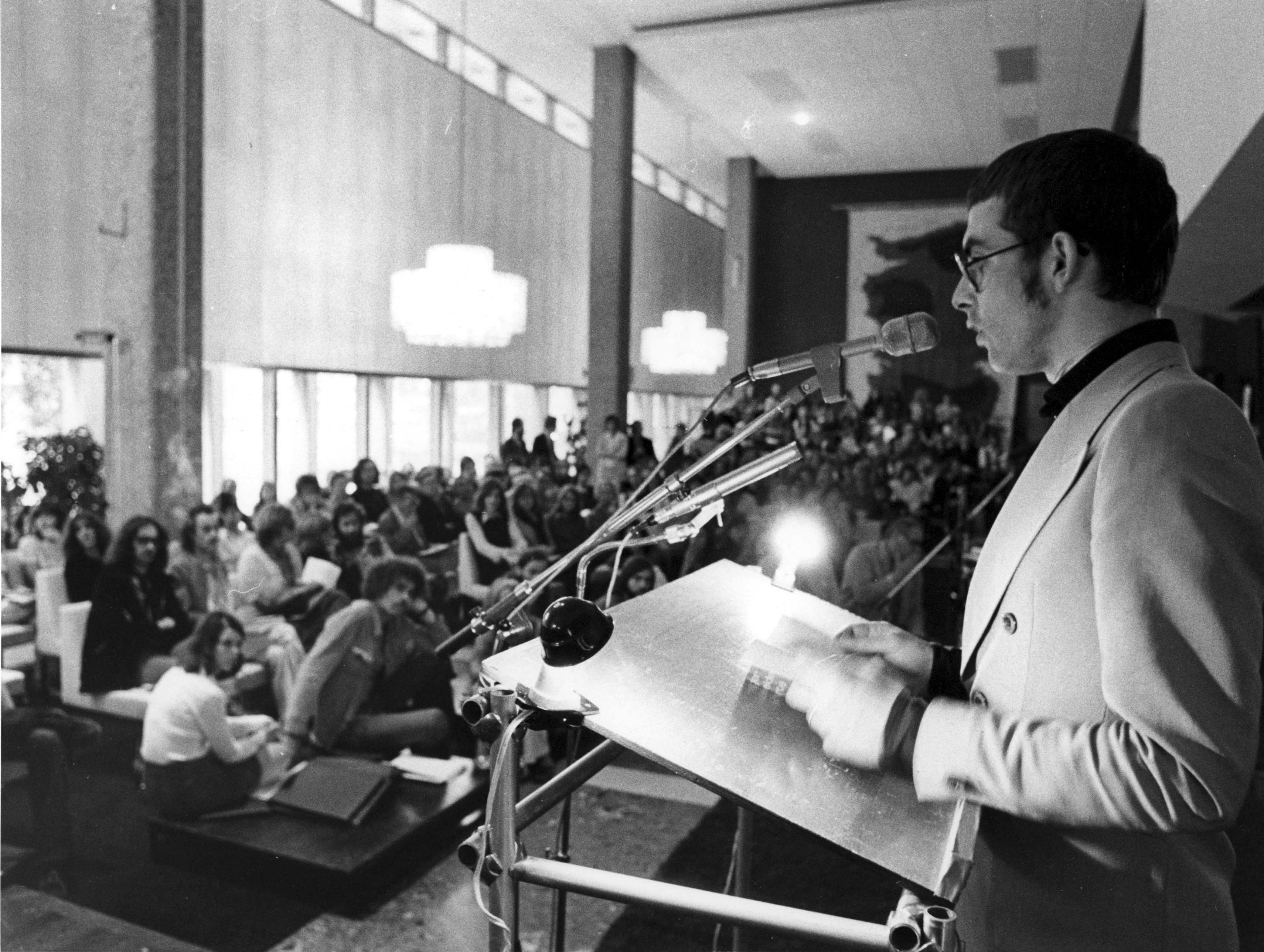
Opening van Poetry International in 1974 met Jules Deelder.

### Verdere groei

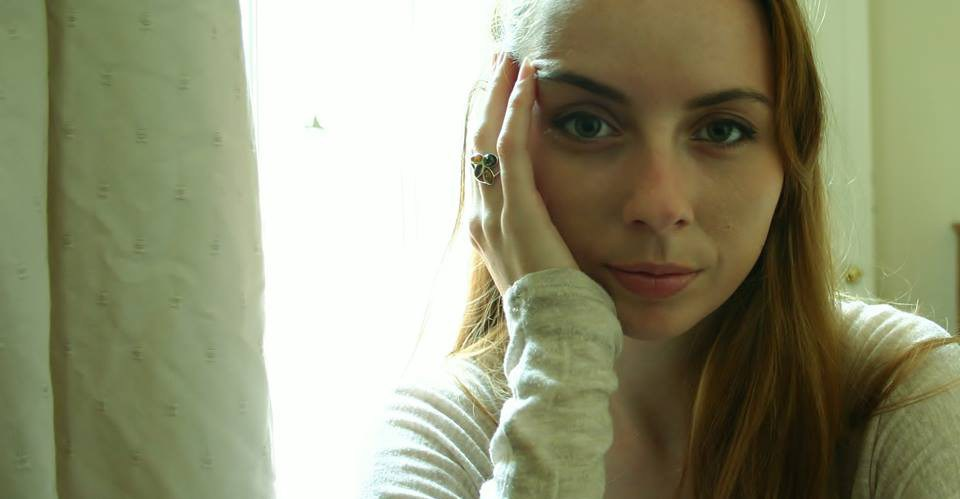
H. Calcutt, Poetry International 2014.

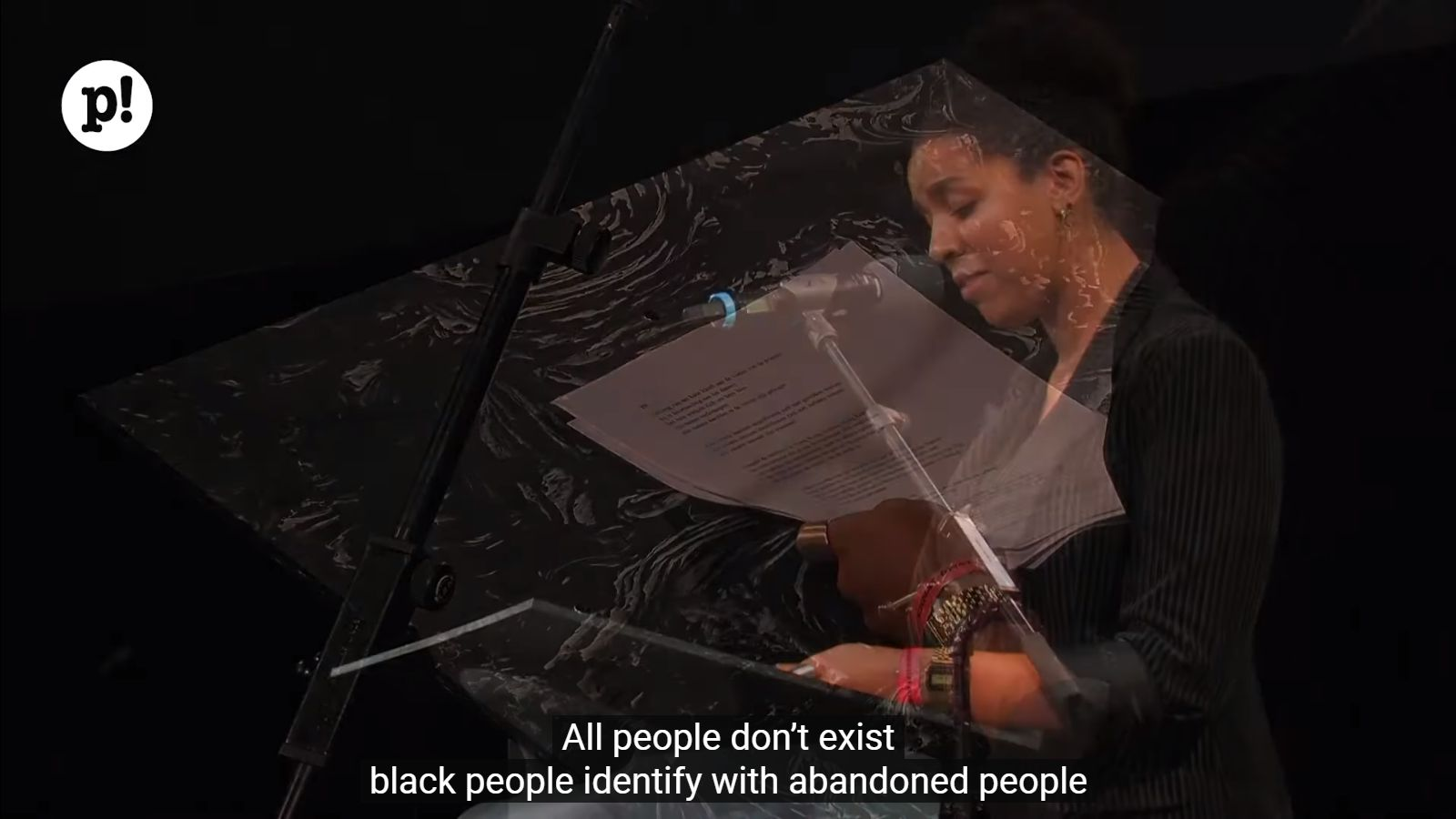
Simone Atangana Bekono bij het 50ste Poetry International Festival Rotterdam, 2020.

In de daarop volgende jaren groeide het Rotterdamse Poetry International Festival gestaag uit tot een toonaangevend internationaal poëziefeest en een belangrijke ontmoetingsplaats voor honderden dichters en hun publiek.
In 1977 werd op de eerste dag van het festival gelezen bij het enige Rotterdamse standbeeld van de dichter Hendrik Tollens in Het Park (bij de Euromast). Deze presentatie waarbij een zeer gemêleerd publiek aanwezig was, bleek een succesformule. De openingsdag, ofwel ‘Poetry Park‘, groeide uit tot het grote en welbekende Dunya Festival.
Het Festival verhuisde van De Doelen naar de Rotterdamse Schouwburg en in 1997 werd begonnen met het Poetry Kinderfestival voor basisschoolleerlingen. In 2000 werd de Gedichtendag en verkiezing van de Dichter des Vaderlands geïntroduceerd. Gedichtendag groeide uit tot een belangrijke poëziedag in zowel Nederland als Vlaanderen en wordt door velen als een succes bestempeld.
In 2004 bood het Festival eenmalig een podium aan het Poetry World Slampionhip, de internationale kampioenschappen poetry slam.

### Stichting Poetry International
In 1987 werd Poetry International een zelfstandige organisatie met Martin Mooij aan het hoofd. De Stichting Poetry International breidde haar werkzaamheden uit met onder andere een samenwerking met het Rotterdamse vuilophaalbedrijf de Roteb. Met het project ‘Het gedicht is een bericht’ werden vanaf 1987 dichtregels op de veegwagens, vuilniswagens en rioolwagens geplaatst. Inmiddels rijden alle vuilniswagens van de Roteb met een dichtregel rond en kent menig Rotterdammer een daaraan ontleende favoriete dichtregel uit het hoofd.
Tatjana Daan volgde Martin Mooij als directeur van de stichting op in 1996.
Met de komst van de nieuwe directeur Bas Kwakman in 2003 werden de diverse projecten voortgezet. Hij initieerde een relatie tussen poëzie en beeldende kunst met het project Poetry & Art.

## Publicaties, een selectie
- Martin Mooij en Johan Gerritsen. Dichters in tachtig. Programmaboekje Poetry international 1980. Rotterdam, Rotterdamse Kunststichting, 1980.
- Martin Mooij. Woorden in vrijheid: Nederlandse en Vlaamse dichters op Poetry International. 1990, p. 171
- Martin Mooij. De menselijke stem: 25 jaar Poetry International : Sphinx Cultuurprijs 1994 voor Martin Mooij. Walburg Instituut, 1994.
- Bas Kwakman. In poëzie en oorlog: Vijftig jaar Poetry International. 2019.

## Trivia
- Het festival nodigde tussen 1969 en 2019 relatief weinig vrouwen uit (het gemiddelde percentage vrouwen is minder dan 25%) met een recente voorkeur voor vrouwelijke dichters jonger dan vijfendertig jaar.[3]